# Матрилинейность
Матрилине́йность (от лат. mater, род. падеж matris — «мать»), счёт происхождения и наследования по материнской линии. Согласно представлениям некоторых советских этнографов, матрилинейность — одна из важнейших особенностей эпохи материнско-родового строя, основной принцип организации людей в материнский род как социально-экономическую единицу первобытного общества. Согласно этим представлениям, матрилинейность — наиболее стойкий институт этой эпохи, долго сохранявшийся даже после распада рода как экономической общности; со становлением патриархата матрилинейность сменяется патрилинейностью, но нередко бытует наряду с последней даже в ранне-классовых обществах в форме материнского права наследования власти верховных вождей и некоторых видов имущества. Однако и в настоящее время большинство исследователей ставят под сомнение существование эпохи материнского родового строя.